# ФК «Динамо» Москва в сезоне 1945
Сезон 1945 года — 23-й в истории футбольного клуба «Динамо» Москва.
В этом сезоне команда приняла участие в чемпионате и кубке СССР, а также выезжала в турне по Великобритании.

## Общая характеристика выступления команды в сезоне
Сезон стал одним из лучших в истории команды — она одержала убедительнейшую победу в чемпионате и весьма успешно выступила на полях Великобритании, что было высоко оценено спортивным и политическим руководством страны. Также «Динамо» удалось выйти в финал кубка.
Успехи клуба в первую очередь связаны с тренером Михаилом Иосифовичем Якушиным. Будучи весьма разносторонним игроком, Якушин  очень тонко понимал футбол на всех уровнях — от постановки конкретных технических приемов владения мячом до реализации новаторских тактических схем, был отличным аналитиком и знатоком психологии игры (в связи с чем его часто называли «хитроумный Михей»). В кратчайший срок он сумел воплотить в «Динамо» свою передовую по тем временам концепцию, в значительной мере предвидевшую дальнейшее развитие футбола. Ее сущность заключалась в универсализации футболистов, расширении их игрового диапазона, увеличении количества игроков, участвовавших в оборонительных действиях, а в атаке — быстрая согласованная игра всех футболистов (в первую очередь, без мяча) с постоянной сменой мест (эта концепция получила тогда название «организованный беспорядок»). Это требовало высокой функциональной готовности футболистов, чего Якушину удалось добиться в ходе предсезонной подготовки.

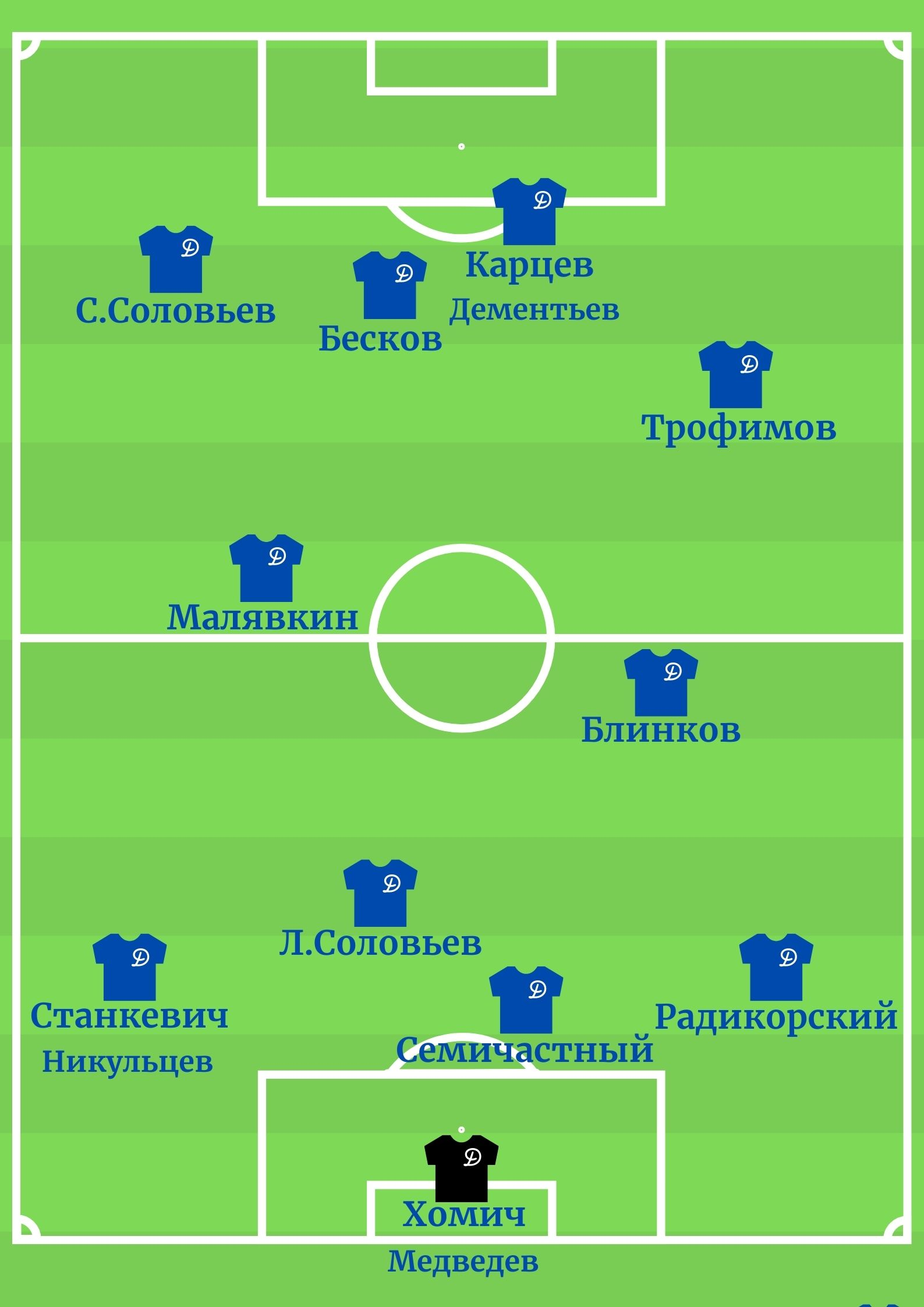
[https://fc-dynamo.ru/igry/prot.php?id=19450824 fc-dynamo.ru

С большим вниманием Якушин отнесся к индивидуальным особенностям игроков. Так, склонного к организации игры номинального правого края Трофимова он разместил практически на месте инсайда, значительно расширив диапазон его действий. Пара мобильных полузащитников — Блинков и Леонид Соловьев — вместе с весьма работоспособным оттянутым левым инсайдом Малявкиным завоевывала господство в центре поля, снабжая мячами пару ударных форвардов (так называемый «сдвоенный центр») — Бескова, игравшего несколько сзади в розыгрыше, и находившегося на острие Карцева, обладавшего, не смотря на некоторую кажущуюся субтильность, очень резким рывком и хлестким ударом, и являвшимся прекрасным завершителем усилий команды. Слева от них по всему полю Сергей Соловьев играл, как тогда говорили, «блуждающего форварда», часто смещаясь в глубину и в центр. Обладавший неуемной жаждой борьбы Соловьев был практически вездесущ и неудержим, забивая много важных мячей.
В обороне Леонид Соловьев становился практически вторым центральным защитником вместе с Семичастным, а на его место полузащитника оттягивался Малявкин. Также далеко отходили в оборону номинальные крайние нападающие Трофимов и, в особенности, Сергей Соловьев. Команда, таким образом, фактически всемером атаковала и ввосьмером защищалась, создавая на каждом участке поля численный перевес (в результате она пропускала совсем немного, особенно для времен господства системы «дубль-вэ»).
Рисунок игры динамовцев в том сезоне красноречиво иллюстрирует описание голов Сергея Соловьева в ключевом матче первого круга с ЦДКА: в один из моментов, ожидая передачи из глубины поля, Карцев демонстративно рванулся к мячу, уводя защитника из центральной зоны. Но передача следует не ему, а совершившему резкий согласованный рывок в эту зону с левого фланга Сергею Соловьеву, оказавшемуся в одиночестве перед воротами. Эта короткая эффективная скоростная комбинация со сменой мест нападающими была откровением для господствовавшего тогда тактического мировоззрения об игре футболистов почти исключительно в своей зоне. Она (наряду с другими подобными) проходила несколько раз и принесла в этом матче два первых гола динамовцам (по поводу нее во времена, не знавшие видеоповторов, газета «Красный спорт» в своем отчете несколько недоуменно отметила, что «... после удачного прорыва, не встретив большого сопротивления у ворот, Соловьев открыл счет»). Интересно, что когда в аналогичной ситуации в следующем матче уже «предупрежденный» об этом маневре защитник «Спартака» не ушел за Карцевым из центральной зоны, сторожа прорыв Соловьева, никем не опекаемый Карцев получил мяч и забил гол.
Команда «Динамо» демонстрировала в этом сезоне футбол нового уровня, что позволило ей не просто одержать победу в чемпионате, но и установить ряд рекордов, некоторые из которых не побиты до настоящего времени.

## Команда

### Состав
| Игрок                | Дата рождения    | Сезон в «Динамо» | Бывший клуб             |
| Вратари              | Вратари          | Вратари          | Вратари                 |
| -------------------- | ---------------- | ---------------- | ----------------------- |
| Алексей Хомич        | 14 марта 1920    | 2                | «Пищевик» Москва        |
| Николай Медведев     | 21 сентября 1918 | 6                | «Динамо» (клубная)      |
| Защитники            |                  |                  |                         |
| Всеволод Радикорский | 3 октября 1915   | 8                | «Динамо» (клубная)      |
| Михаил Семичастный   | 5 декабря 1910   | 10               | ЦДКА                    |
| Иван Станкевич       | 11 апреля 1914   | 6                | «Локомотив» Москва      |
| Сергей Никульцев     | 20 октября 1916  | 1                | «Динамо — II»           |
| Александр Петров     | 13 марта 1922    | 1                | «Спартак» (клубная)     |
| Полузащитники        |                  |                  |                         |
| Всеволод Блинков     | 10 декабря 1918  | 6                | «Динамо» Новосибирск    |
| Леонид Соловьев      | 22 марта 1917    | 2                | «Динамо — II»           |
| Александр Назаров    | 26 июля 1915     | 8                | «Динамо» (клубная)      |
| Валерий Бехтенев     | 21 декабря 1914  | 7                | «Динамо» Ростов         |
| Нападающие           |                  |                  |                         |
| Василий Трофимов     | 7 января 1919    | 7                | «Динамо-ТК № 1» Болшево |
| Василий Карцев       | 9 апреля 1920    | 4                | «Локомотив» Москва      |
| Константин Бесков    | 18 ноября 1920   | 5                | «Металлург» Москва      |
| Александр Малявкин   | 5 января 1918    | 1                | «Динамо — II»           |
| Сергей Соловьев      | 9 марта 1915     | 6                | «Динамо» Ленинград      |
| Николай Дементьев    | 27 июля 1915     | 6                | «Динамо» Ленинград      |
| Владимир Савдунин    | 10 мая 1924      | 1                | «Локомотив» Куйбышев    |
| Сергей Ильин         | 2 июля 1906      | 15               | ЦДКА                    |

### Изменения в составе
| Поз | Игрок              | Прежний клуб         |
| --- | ------------------ | -------------------- |
| З   | Сергей Никульцев   | «Динамо — II»        |
| З   | Александр Петров   | «Спартак» (клубная)  |
| Н   | Александр Малявкин | «Динамо — II»        |
| Н   | Владимир Савдунин  | «Локомотив» Куйбышев |

| Поз | Игрок             | Новый клуб              |
| --- | ----------------- | ----------------------- |
| В   | Борис Кочетов     | «Динамо» Москва (дубль) |
| З   | Аркадий Чернышев  | «Динамо» Минск          |
| П   | Алексей Пономарёв | «Динамо» Минск          |
| П   | Николай Палыска   | ЦДКА                    |
| Н   | Михаил Якушин     | тренерская работа       |

## Официальные матчи

### Чемпионат
Число участников — 12. Система розыгрыша — «круговая» в два круга. Чемпион — «Динамо» Москва.
| 20 мая Ч 1 (115) | «Динамо» Москва | 1:1     | «Спартак» Москва | Москва                                                         |
| | - Карцев 62′    | (отчёт) | - 20′ Рязанцев   | Стадион: «Сталинец» Зрителей: 35 000 Судья: Н.Латышев (Москва) |
| «Динамо» Москва: Хомич - Радикорский, Никульцев, Петров - Блинков , Л.Соловьев - Трофимов, Карцев 75', Бесков, Малявкин, С.Соловьев · «Спартак» Москва: Леонтьев - Вик. Соколов, Вас. Соколов, Сеглин - Малинин , Б.Соколов 75' - Тимаков, Климов, Рязанцев, Конов, А.Соколов |                 |         |                  |                                                                |

| 26 мая Ч 2 (116) | «Динамо» Москва                                | 3:1     | «Локомотив» Москва | Москва                                                      |
| | - С.Соловьев 47′ - Трофимов 65′ - Малявкин 84′ | (отчёт) | - 45′ Лахонин      | Стадион: «Сталинец» Зрителей: 8 000 Судья: Н.Вельс (Москва) |
| «Динамо» Москва: Хомич - Радикорский, Никульцев, Петров - Блинков , Л.Соловьев - Трофимов, Савдунин, Бесков, Малявкин, С.Соловьев «Локомотив» Москва: Гончаров - П.Петров, Вик. Гуляев , П.Киселев - Лахонин, Амалин - Лысов, М.Степанов (72' Чайко), Щагин, А.Серов, А.Михайлов |                                                |         |                    |                                                             |

| 2 июн Ч 3 (117) | «Динамо» Москва                                                            | 5:1     | «Динамо» Киев    | Киев                                                         |
| | - Трофимов 15′ - С.Соловьев 22′ 82′ - Савдунин 27′ - Л.Соловьев 41′ (пен.) | (отчёт) | - 78′ С.Васильев | Стадион: «Динамо» Зрителей: 35 000 Судья: А.Щелчков (Москва) |
| «Динамо» Москва: Хомич - Радикорский, Никульцев, Петров - Блинков , Л.Соловьев - Трофимов, Савдунин (46' Ильин), Бесков, Малявкин, С.Соловьев «Динамо» Киев: Зубрицкий - Махиня , Сухарев, В.Балакин - С.Васильев, Д.Васильев - Гончаренко, Поварчук, Н.Балакин, И.Серов, Калач |                                                                            |         |                  |                                                              |

| 8 июн Ч 4 (118) | «Динамо» Москва  | 1:1     | «Торпедо» Москва | Москва                                                       |
| | - С.Соловьев 30′ | (отчёт) | - 43′ Панфилов   | Стадион: «Динамо» Зрителей: 50 000 Судья: Н.Латышев (Москва) |
| «Динамо» Москва: Хомич - Радикорский, Семичастный , Никульцев - Блинков, Л.Соловьев - Трофимов, Карцев (62' Савдунин), Бесков, Малявкин, С.Соловьев «Торпедо» Москва: Акимов - Каричев, Мошкаркин, Загрецкий - Н.Ильин, Н.Морозов-II - Панфилов, Г.Жарков (62' Вас. Жарков), Пономарев, П.Петров, Яковлев |                  |         |                  |                                                              |

| 14 июн Ч 5 (119) | «Динамо» Москва                 | 3:0     | «Динамо» Минск | Минск                                                            |
| | - Карцев 40′ 71′ - Трофимов 70′ | (отчёт) |                | Стадион: «Пищевик» Зрителей: 10 000 Судья: П.Батырев (Ленинград) |
| «Динамо» Москва: Хомич - Радикорский, Семичастный , Станкевич - Блинков, Л.Соловьев - Трофимов, Карцев, Бесков, Малявкин, С.Соловьев «Динамо» Минск: Стеценко - Антоневич, Чернышев , Коробко - Поставнин, Зиновьев (75' Елисеев) - Курнев, Балясов, Читая, Шевцов, Шевелянчик |                                 |         |                |                                                                  |

| 19 июн Ч 6 (120) | «Динамо» Москва                | 3:0     | «Динамо» Тбилиси | Москва                                                           |
| | - Карцев 7′ 77′ - Трофимов 81′ | (отчёт) |                  | Стадион: «Динамо» Зрителей: 70 000 Судья: И.Колтунов (Ленинград) |
| «Динамо» Москва: Хомич - Радикорский, Семичастный , Станкевич - Блинков (46' Назаров), Л.Соловьев - Трофимов, Карцев, Бесков, Малявкин, С.Соловьев «Динамо» Тбилиси: Саная - А.Пехлеваниди, Фролов, Гагуа - Челидзе, М.Бердзенишвили - Г.Джеджелава, Панюков, Харбедия (46' Пайчадзе), Антадзе, Гогоберидзе |                                |         |                  |                                                                  |

| 24 июн Ч 7 (121) | «Динамо» Москва                                 | 4:2     | «Трактор» Сталинград        | Москва                                                       |
| | - С.Соловьев 3′ 55′ - Бесков 63′ - Малявкин 65′ | (отчёт) | - 12′ Попков - 73′ Калмыков | Стадион: «Динамо» Зрителей: 70 000 Судья: Н.Латышев (Москва) |
| «Динамо» Москва: Хомич - Радикорский, Семичастный , Станкевич - Блинков, Л.Соловьев - Трофимов, Карцев, Бесков, Малявкин, С.Соловьев «Трактор» Сталинград: Ермасов - Тяжлов, Бадин, В.Матвеев - Рудин, А.Григорьев - Сапронов, Калмыков, Шеремет, Шведченко, Попков |                                                 |         |                             |                                                              |

| 28 июн Ч 8 (122) | «Динамо» Москва                                                                              | 10:0    | «Крылья Советов» Москва | Москва                                                       |
| | - Карцев 20′ 32′ 35′ 55′ - Трофимов 27′ 60′ 73′ - Бесков 41′ - С.Соловьев 48′ - Малявкин 81′ | (отчёт) |                         | Стадион: «Динамо» Зрителей: 30 000 Судья: Н.Латышев (Москва) |
| «Динамо» Москва: Хомич - Радикорский, Семичастный , Станкевич - Блинков, Л.Соловьев - Трофимов, Карцев, Бесков, Малявкин, С.Соловьев «Крылья Советов» Москва: Степунин - Мазанов, Котов, Карелин - В.Егоров , Ильичев - Алексеев, П.Дементьев, Запрягаев, А.Севидов, Н.Исаев |                                                                                              |         |                         |                                                              |

| 5 июл Ч 9 (123) | «Динамо» Москва                    | 4:0     | «Зенит» Ленинград | Ленинград                                                    |
| | - Малявкин 9′ - Карцев 12′ 28′ 60′ | (отчёт) |                   | Стадион: «Динамо» Зрителей: 12 000 Судья: Н.Латышев (Москва) |
| «Динамо» Москва: Хомич - Радикорский, Семичастный , Станкевич - Блинков, Л.Соловьев - Трофимов, Карцев (72' Дементьев), Бесков, Малявкин, С.Соловьев «Зенит» Ленинград: Л.Иванов - Москаленко, Куренков , Пшеничный - Смагин (60' Бодров), Яблочкин - Левин-Коган, Н.Смирнов, Чучелов, А.А.Федоров |                                    |         |                   |                                                              |

| 10 июл Ч 10 (124) | «Динамо» Москва                            | 3:2     | «Динамо» Ленинград          | Ленинград                                                    |
| | - С.Соловьев 40′ - Карцев 49′ - Бесков 88′ | (отчёт) | - 20′ Лотков - 65′ Викторов | Стадион: «Динамо» Зрителей: 20 000 Судья: Н.Латышев (Москва) |
| «Динамо» Москва: Хомич - Радикорский, Семичастный , Станкевич - Блинков, Л.Соловьев - Трофимов, Карцев (65' Дементьев), Бесков, Малявкин, С.Соловьев «Динамо» Ленинград: Набутов - Забелин, Алов , В.Лемешев - Ошенков, Орешкин - Н.Васильев, Лотков, К.Сазонов, Викторов, Архангельский |                                            |         |                             |                                                              |

| 22 июл Ч 11 (125) | «Динамо» Москва                       | 4:1     | ЦДКА               | Москва                                                       |
| | - С.Соловьев 30′ 36′ 49′ - Бесков 89′ | (отчёт) | - 85′ (пен.) Демин | Стадион: «Динамо» Зрителей: 80 000 Судья: А.Щелчков (Москва) |
| «Динамо» Москва: Хомич - Радикорский, Семичастный , Станкевич - Блинков, Л.Соловьев - Трофимов, Карцев (64' Дементьев), Бесков, Малявкин, С.Соловьев ЦДКА: Никаноров - Прохоров, Кочетков, Афанасьев - Палыска, А.Виноградов - Гринин, Николаев, Федотов (61'Щербатенко), Бобров, Демин |                                       |         |                    |                                                              |

| 29 июл Ч 12 (126) | «Динамо» Москва                       | 4:0     | «Спартак» Москва | Москва                                                       |
| | - Карцев 10′ 20′ 50′ - С.Соловьев 86′ | (отчёт) |                  | Стадион: «Динамо» Зрителей: 60 000 Судья: Н.Латышев (Москва) |
| «Динамо» Москва: Хомич - Радикорский, Семичастный , Станкевич - Блинков, Л.Соловьев - Трофимов, Карцев, Бесков, Малявкин, С.Соловьев «Спартак» Москва: Леонтьев - Вик. Соколов, Калинин, Вас. Соколов - Малинин , Тимаков - Рязанцев, Смыслов, Климов, Конов (46' Гуляев), А.Соколов |                                       |         |                  |                                                              |

| 4 авг Ч 13 (127) | «Динамо» Москва                                   | 4:0     | «Локомотив» Москва | Москва                                                       |
| | - Карцев 19′ 49′ - Л.Соловьев 20′ - Дементьев 78′ | (отчёт) |                    | Стадион: «Динамо» Зрителей: 40 000 Судья: А.Щелчков (Москва) |
| «Динамо» Москва: Хомич - Радикорский, Семичастный , Станкевич - Блинков, Л.Соловьев - Трофимов, Карцев, Дементьев, Малявкин, С.Соловьев «Локомотив» Москва: Ходынский - П.Петров, Лобиков, П.Киселев - Самарин, А.Серов - Лысов, М.Степанов, Ерфилов, Лахонин , Е.Михайлов |                                                   |         |                    |                                                              |

| 9 авг Ч 14 (128) | «Динамо» Москва                                    | 4:0     | «Динамо» Киев | Москва                                                           |
| | - Л.Соловьев 24′ - Малявкин 42′ 76′ - Трофимов 60′ | (отчёт) |               | Стадион: «Динамо» Зрителей: 35 000 Судья: И.Колтунов (Ленинград) |
| «Динамо» Москва: Хомич - Радикорский, Семичастный , Станкевич - Блинков, Л.Соловьев - Трофимов, Карцев, Бесков, Малявкин, С.Соловьев «Динамо» Киев: Идзковский (46' Зубрицкий) - Махиня , Сухарев, В.Балакин - Садовский, Лерман - С.Васильев, Карчевский, И.Серов, Н.Балакин (46' Мельник), Калач |                                                    |         |               |                                                                  |

| 12 авг Ч 15 (129) | «Динамо» Москва              | 2:0     | «Торпедо» Москва | Москва                                                       |
| | - Л.Соловьев 7′ - Карцев 43′ | (отчёт) |                  | Стадион: «Динамо» Зрителей: 70 000 Судья: Н.Латышев (Москва) |
| «Динамо» Москва: Хомич - Радикорский, Семичастный , Станкевич - Блинков, Л.Соловьев - Трофимов, Карцев, Бесков, Малявкин, С.Соловьев «Торпедо» Москва: Акимов - Каричев, Мошкаркин, Загрецкий - Яковлев, Н.Морозов-ІІ - Панфилов, Г.Жарков, Пономарев, Петров, В.Жарков |                              |         |                  |                                                              |

| 17 авг Ч 16 (130) | «Динамо» Москва                          | 3:0     | «Динамо» Минск | Москва                                                          |
| | - Карцев 51′ - Малявкин 54′ - Бесков 86′ | (отчёт) |                | Стадион: «Динамо» Зрителей: 40 000 Судья: П.Батырев (Ленинград) |
| «Динамо» Москва: Хомич - Радикорский, Семичастный , Станкевич - Блинков, Л.Соловьев - Трофимов, Карцев, Бесков, Малявкин, С.Соловьев «Динамо» Минск: Бычков - Антоневич, Чернышев , Коробко - Поставнин, Шевцов - Шевелянчик, Курнев, Балясов, Зиновьев, Медведев |                                          |         |                |                                                                 |

| 24 авг Ч 17 (131) | «Динамо» Москва      | 2:1     | «Динамо» Тбилиси | Тбилиси                                                          |
| | - С.Соловьев 35′ 58′ | (отчёт) | - 20′ Бережной   | Стадион: «Динамо» Зрителей: 40 000 Судья: И.Колтунов (Ленинград) |
| «Динамо» Москва: Хомич - Радикорский, Семичастный , Станкевич - Блинков, Л.Соловьев - Трофимов, Карцев, Бесков, Малявкин, С.Соловьев «Динамо» Тбилиси: Шудра - А.Пехлеваниди, Фролов (68' Салдадзе), Кикнадзе - М.Бердзенишвили, Челидзе - Г.Джеджелава, Бережной, Пайчадзе , Антадзе, Гогоберидзе |                      |         |                  |                                                                  |

| 30 авг Ч 18 (132) | «Динамо» Москва                      | 4:0     | «Трактор» Сталинград | Сталинград                                                        |
| | - Малявкин 8′ 42′ 71′ - Трофимов 15′ | (отчёт) |                      | Стадион: «Трактор» Зрителей: 12 000 Судья: И.Колтунов (Ленинград) |
| «Динамо» Москва: Медведев - Радикорский, Семичастный , Станкевич - Блинков, Л.Соловьев - Трофимов, Савдунин, Бесков, Малявкин, С.Соловьев «Трактор» Сталинград: Ермасов - Тяжлов, Рудин, Бадин - А.Григорьев, Шеремет - Шведченко, Сапронов, Калмыков, В.Матвеев , Попков |                                      |         |                      |                                                                   |

| 5 сен Ч 19 (133) | «Динамо» Москва                                      | 2:1     | «Крылья Советов» Москва | Москва                                                       |
| | - Бесков 36′ - Л.Соловьев 40'(пен.) - С.Соловьев 71′ | (отчёт) | - 43′ А.Севидов         | Стадион: «Динамо» Зрителей: 12 000 Судья: А.Щелчков (Москва) |
| «Динамо» Москва: Медведев - Радикорский, Семичастный , Станкевич - Блинков, Л.Соловьев - Трофимов, Савдунин (60' Бехтенев), Бесков, Малявкин, С.Соловьев «Крылья Советов» Москва: Архаров - Карелин, Котов, Чернов - В.Егоров, Алешин - Запрягаев, П.Дементьев , Алексеев, Севидов, Беляков |                                                      |         |                         |                                                              |

| 9 сен Ч 20 (134) | «Динамо» Москва                                                           | 5:0     | «Зенит» Ленинград           | Москва                                                      |
| | - Л.Соловьев 37′ (пен.) - Бесков 60′ - С.Соловьев 62′ 75′ - Дементьев 84′ | (отчёт) | - 8'(пен.) 71'(пен.) Бодров | Стадион: «Динамо» Зрителей: 35 000 Судья: А.Аракелов (Баку) |
| «Динамо» Москва: Хомич - Радикорский, Семичастный , Станкевич - Блинков, Л.Соловьев - Трофимов, Карцев (78' Дементьев), Бесков, Малявкин, С.Соловьев «Зенит» Ленинград: Л.Иванов (46' Грищенко) - Москаленко, Смагин, Пшеничный - Бодров , Яблочкин - Левин-Коган, Н.Смирнов, Чучелов, А.А.Федоров, Сальников |                                                                           |         |                             |                                                             |

| 16 сен Ч 21 (135) | «Динамо» Москва           | 2:0     | «Динамо» Ленинград | Москва                                                      |
| | - Карцев 60′ - Бесков 63′ | (отчёт) |                    | Стадион: «Динамо» Зрителей: 35 000 Судья: А.Аракелов (Баку) |
| «Динамо» Москва: Хомич - Радикорский, Семичастный , Станкевич (65' Никульцев) - Блинков, Л.Соловьев - Трофимов, Карцев, Бесков, Малявкин, С.Соловьев «Динамо» Ленинград: Набутов (37' Василенко) - Забелин, В.Лемешев , Ошенков - Алов, Орешкин - К.Сазонов, А.И.Федоров, Архангельский, Викторов, Лотков |                           |         |                    |                                                             |

| 22 сен Ч 22 (136) | «Динамо» Москва | 0:2     | ЦДКА                          | Москва                                                       |
| |                 | (отчёт) | - 43′ Бобров - 60′ И.Щербаков | Стадион: «Динамо» Зрителей: 70 000 Судья: Н.Латышев (Москва) |
| «Динамо» Москва: Хомич - Радикорский, Семичастный , Станкевич - Блинков, Л.Соловьев - Трофимов, Карцев, Бесков, Малявкин (80' Дементьев), С.Соловьев ЦДКА: Никаноров - Тучков, Кочетков, Прохоров - А.Виноградов, Афанасьев - Гринин, Николаев, Федотов (57' И.Щербаков), Бобров, Демин |                 |         |                               |                                                              |

#### Итоговая таблица
| М | Команда            | И  | В  | Н | П | Мячи    | ±   | О  |
| - | ------------------ | -- | -- | - | - | ------- | --- | -- |
|   | «Динамо» Москва    | 22 | 19 | 2 | 1 | 73 − 13 | +60 | 40 |
|   | ЦДКА               | 22 | 18 | 3 | 1 | 69 − 23 | +46 | 39 |
|   | «Торпедо»          | 22 | 12 | 3 | 7 | 41 − 21 | +20 | 27 |
| 4 | «Динамо» Тбилиси   | 22 | 9  | 8 | 5 | 37 − 22 | +15 | 26 |
| 5 | «Динамо» Ленинград | 22 | 11 | 3 | 8 | 42 − 29 | +13 | 25 |

И — игры, В — выигрыши, Н — ничьи, П — проигрыши, Мячи — забитые и пропущенные голы, ± — разница голов, О — очки

#### Движение по турам[12]
| Игра  | 1 | 2 | 3 | 4 | 5 | 6 | 7 | 8 | 9 | 10 | 11 | 12 | 13 | 14 | 15 | 16 | 17 | 18 | 19 | 20 | 21 | 22 |
| ----- | - | - | - | - | - | - | - | - | - | -- | -- | -- | -- | -- | -- | -- | -- | -- | -- | -- | -- | -- |
| Место | 5 | 4 | 4 | 5 | 3 | 3 | 2 | 1 | 1 | 2  | 1  | 1  | 1  | 1  | 1  | 1  | 1  | 1  | 1  | 1  | 1  | 1  |

### Кубок
Число участников — 32. Система розыгрыша — «олимпийская». Победитель — ЦДКА.
Команда «Динамо» Москва вышла в финал турнира.
| 25 сен К 1 (11) 1/16 финала | «Динамо» Москва                                                                     | 6:1     | «Спартак» Ленинград | Ленинград                                                       |
| | - Бесков 18′ - Трофимов 25′ - С.Соловьев 37′ 68′ - Мишук 42′ (авт.) - Дементьев 79′ | (отчёт) | - 52′ (пен.) Ласин  | Стадион: «Динамо» Зрителей: 8 000 Судья: И.Колтунов (Ленинград) |
| «Динамо» Москва: Хомич (46' Медведев) - Радикорский, Семичастный , Никульцев - Блинков, Л.Соловьев - Трофимов, Дементьев, Бесков, Малявкин, С.Соловьев «Спартак» Ленинград: Фролов - Лобанов, Мишук , Горбачев - Карев, А.Сазонов - Ласин, Улитин, Н.Иванов, Карась, Быков |                                                                                     |         |                     |                                                                 |

| 29 сен К 2 (12) 1/8 финала | «Динамо» Москва                                                                      | 5:2     | «Торпедо» Москва                  | Москва                                                       |
| | - С.Соловьев 12′ - Малявкин 28′ - Л.Соловьев 38′ (пен.) - Бесков 64′ - Дементьев 82′ | (отчёт) | - 21′ Кузин - 40′ (пен.) Панфилов | Стадион: «Динамо» Зрителей: 25 000 Судья: Н.Усов (Ленинград) |
| «Динамо» Москва: Хомич - Радикорский, Семичастный , Никульцев - Блинков, Л.Соловьев - Трофимов, Дементьев, Бесков, Малявкин, С.Соловьев «Торпедо» Москва: Акимов - Каричев, Мошкаркин, А.Загрецкий - Н.Ильин, Н.Морозов-II - Панфилов, Кузин, Г.Жарков, Яковлев, Пономарев |                                                                                      |         |                                   |                                                              |

| 6 окт К 3 (13) 1/4 финала | «Динамо» Москва                                  | 4:0     | «Динамо» Ленинград | Москва                                                       |
| | - Дементьев 7′ - Бесков 18′ - С.Соловьев 42′ 57′ | (отчёт) |                    | Стадион: «Динамо» Зрителей: 40 000 Судья: Н.Латышев (Москва) |
| «Динамо» Москва: Хомич - Радикорский, Петров, Станкевич - Блинков, Л.Соловьев - Трофимов, Дементьев, Бесков, Малявкин, С.Соловьев «Динамо» Ленинград: Набутов - Забелин, В.Лемешев, Ошенков - Орешкин, Вал.Федоров - Архангельский, А.И.Федоров, Алов, Викторов, Лотков (65' К.Сазонов) |                                                  |         |                    |                                                              |

| 10 окт К 4 (14) 1/2 финала | «Динамо» Москва                   | 3:1     | «Трактор» Сталинград | Москва                                                      |
| | - Бесков 35′ 50′ - С.Соловьев 75′ | (отчёт) | - 33′ Шведченко      | Стадион: «Динамо» Зрителей: 50 000 Судья: С.Руднев (Москва) |
| «Динамо» Москва: Хомич - Радикорский, Семичастный , Станкевич - Блинков, Л.Соловьев - Трофимов, Дементьев, Бесков, Малявкин, С.Соловьев «Трактор» Сталинград: Ермасов - Бадин, Рудин, Плонский - А.Григорьев , Шеремет - Шведченко, Белоусов, Калмыков, В.Матвеев, Попков |                                   |         |                      |                                                             |

| 14 окт К 5 (15) Финал | «Динамо» Москва                        | 1:2     | ЦДКА                              | Москва                                                    |
| | - С.Соловьев 9′ - Л.Соловьев 54'(пен.) | (отчёт) | - 44′ Николаев - 65′ А.Виноградов | Стадион: «Динамо» Зрителей: 80 000 Судья: Э.Саар (Таллин) |
| «Динамо» Москва: Хомич - Радикорский, Семичастный , Станкевич - Блинков, Л.Соловьев - Трофимов, Карцев, Бесков, Дементьев, С.Соловьев ЦДКА: Никаноров - Тучков, Кочетков, Прохоров - А.Виноградов, Афанасьев - Гринин, Николаев, Федотов , Бобров, Демин |                                        |         |                                   |                                                           |

### Турне в Великобританию
Было проведено четыре матча: по одному с представителями трех «домашних» наций (Англии, Уэльса, Шотландии) и один (по конкретному пожеланию советской стороны) с легендарным лондонским «Арсеналом». Итог: 2 победы, 2 ничьи при разнице мячей 19:9.
Команду «Динамо» в этом турне усилили три игрока других клубов: Всеволод Бобров (ЦДКА), Евгений Архангельский («Динамо» Ленинград), Борис Орешкин («Динамо» Ленинград).
| 13 ноя ММ 1 (5) | «Динамо» Москва                                                      | 3:3     | «Челси»                                     | Лондон                                                     |
| | - Л.Соловьев 37'(пен.) - Карцев 65′ - Архангельский 71′ - Бобров 83′ | (отчёт) | - 23′ Гулден - 30′ Рег Уильямс - 77′ Лоутон | Стадион: «Стэмфорд Бридж» Зрителей: 74 496 Судья: Г. Кларк |
| «Динамо» Москва: Хомич - Радикорский, Семичастный , Станкевич - Блинков, Л.Соловьев - Архангельский, Карцев, Бесков, Бобров, С.Соловьев »: Вудли - Теннант, Дж.Харрис , Бакузи - Р.Расселл, Дж.Тейлор - Бучанан, Рег Уильямс, Лоутон, Гулден, Бейн |                                                                      |         |                                             |                                                            |

| 17 ноя ММ 2 (6) | «Динамо» Москва                                                          | 10:1    | «Кардифф Сити»                  | Кардифф                                                |
| | - Бобров 6′ 61′ 65′ - Бесков 10′ 54′ 65′ 85′ - Архангельский 25′ 62′ 89′ | (отчёт) | - 70′ Б.Мур - 73'(пен.) Р.Кларк | Стадион: «Ниниан Парк» Зрителей: 45 000 Судья: А.Дэвис |
| «Динамо» Москва: Хомич - Радикорский, Семичастный , Станкевич - Блинков, Л.Соловьев - Архангельский, Карцев, Бесков, Бобров, С.Соловьев »: МкЛафлин - Ливер, Стэнсфилд , Рейнболд - Холлимен, Лестер - Б.Мур, Кепсис, К.Гибсон, Вуд, Р.Кларк |                                                                          |         |                                 |                                                        |

| 21 ноя ММ 3 (7) | «Динамо» Москва                               | 4:3     | «Арсенал»                     | Лондон                                                      |
| | - Бобров 1′ 63′ - Бесков 41′ - С.Соловьев 48′ | (отчёт) | - 12′ 35′ Мортенсен - 38′ Рук | Стадион: «Уайт Харт Лейн» Зрителей: 54 640 Судья: Н.Латышев |
| «Динамо» Москва: Хомич - Радикорский, Семичастный , Станкевич - Блинков, Л.Соловьев (38' Орешкин) - Трофимов (65' Архангельский), Карцев, Бесков, Бобров, С.Соловьев · »: У.Гриффитс (46' Х.Браун); Л.Скотт, Джой , Бакузи - Бастин, Холтон - Мэтьюз, Дрюри, Рук, Мортенсен, Камнер |                                               |         |                               |                                                             |

| 28 ноя ММ 4 (8) | «Динамо» Москва | 2:2     | «Глазго Рейнджерс»                                   | Глазго                                               |
| | - Карцев 3′ 24′ | (отчёт) | - 7'(пен.) Уодделл - 40′ Дж.Смит - 75′ (пен.) Дж.Янг | Стадион: «Айброкс» Зрителей: 90 000 Судья: Т.Томпсон |
| «Динамо» Москва: Хомич - Радикорский, Семичастный , Станкевич - Блинков, Орешкин - Архангельский, Карцев, Бесков, Бобров (60' Дементьев), С.Соловьев »: Доусон - Линдзи, Дж.Янг, Дж.Шоу - Уоткинс, Саймон - Уоддел, Гиллик, Дж.Смит (72' Данкенсон), Рэй, Ч.Джонстон |                 |         |                                                      |                                                      |

## Товарищеские матчи

#### Предсезонные матчи на Юге
| ? апр ТМ 1 | «Динамо» Москва | 3:0     | «Локомотив» Москва | Гагры |
|            | - Карцев        | (отчёт) |                    |       |

| ? апр ТМ 2 | «Динамо» Москва  | 2:0     | «Локомотив» Москва | Гагры |
|            | - Киселев (авт.) | (отчёт) |                    |       |

#### Предсезонные матчи
| 6 мая ТМ 3 | «Динамо» Москва | 0:3     | «Торпедо» Москва                                      | Химки |
| |                 | (отчёт) | - 26′ Панфилов - 34′ (авт.) Никульцев - 67′ Пономарев |       |
| «Динамо» Москва: Хомич - Радикорский, Никульцев, Петров - Блинков , Л.Соловьев - Трофимов, Карцев, Бесков, Савдунин, С.Соловьев «Торпедо» Москва: Акимов - Загрецкий, Мошкаркин, Каричев - Н.Ильин, Н.Морозов-II - Панфилов, Г.Жарков, Пономарёв, П.Петров, В.Жарков |                 |         |                                                       |       |

| 5 мая ТМ 4 | «Динамо» Москва | 2:0     | «Локомотив» Москва | Химки |
|            | - С.Соловьев    | (отчёт) |                    |       |

## Статистика сезона

### Игроки и матчи
| Игрок                                 | Чемпионат       | Чемпионат | Кубок           | Кубок   | Итого           | Итого   | Международные матчи | Международные матчи | ТМ              | ТМ      | Всего Чемпионат | Всего Чемпионат | Всего Кубок     | Всего Кубок | Всего           | Всего   | Всего Международные матчи | Всего Международные матчи |
| Игрок                                 | Вышел на замену | Гол       | Вышел на замену | Гол     | Вышел на замену | Гол     | Вышел на замену     | Гол                 | Вышел на замену | Гол     | Вышел на замену | Гол             | Вышел на замену | Гол         | Вышел на замену | Гол     | Вышел на замену           | Гол                       |
| Вратари                               | Вратари         | Вратари   | Вратари         | Вратари | Вратари         | Вратари | Вратари             | Вратари             | Вратари         | Вратари | Вратари         | Вратари         | Вратари         | Вратари     | Вратари         | Вратари | Вратари                   | Вратари                   |
| ------------------------------------- | --------------- | --------- | --------------- | ------- | --------------- | ------- | ------------------- | ------------------- | --------------- | ------- | --------------- | --------------- | --------------- | ----------- | --------------- | ------- | ------------------------- | ------------------------- |
| Алексей Хомич                         | 20              | (-12)     | 5               | (-5)    | 25              | (-17)   | 4                   | (-9)                | 1               | (-3)    | 20              | (-12)           | 5               | (-5)        | 30              | (-25)   | 4                         | (-9)                      |
| Николай Медведев                      | 2               | (-1)      | 1               | (-1)    | 3               | (-2)    |                     |                     |                 |         | 9               | (-14)           | 1               | (-1)        | 27              | (-35)   |                           |                           |
| Защитники                             |                 |           |                 |         |                 |         |                     |                     |                 |         |                 |                 |                 |             |                 |         |                           |                           |
| Всеволод Радикорский                  | 22              |           | 5               |         | 27              |         | 4                   |                     | 1               |         | 88              |                 | 8               |             | 145             |         | 5                         |                           |
| Михаил Семичастный (27)               | 19              |           | 4               |         | 23              |         | 4                   |                     |                 |         | 116             | 52              | 12              | 7           | 162             | 79      | 8                         | 4                         |
| Иван Станкевич                        | 18              |           | 3               |         | 21              |         | 4                   |                     |                 |         | 41              |                 | 3               |             | 81              |         | 5                         |                           |
| Сергей Никульцев                      | 5               |           | 2               |         | 7               |         |                     |                     | 1               |         | 5               |                 | 2               |             | 7               |         |                           |                           |
| Александр Петров                      | 3               |           | 1               |         | 4               |         |                     |                     | 1               |         | 3               |                 | 1               |             | 4               |         |                           |                           |
| Полузащитники                         |                 |           |                 |         |                 |         |                     |                     |                 |         |                 |                 |                 |             |                 |         |                           |                           |
| Всеволод Блинков (3)                  | 22              |           | 5               |         | 27              |         | 4                   |                     | 1               |         | 40              |                 | 6               |             | 108             | 6       | 4                         |                           |
| Леонид Соловьев (1)                   | 22              | 4         | 5               | 1       | 27              | 5       | 3                   |                     | 1               |         | 22              | 4               | 6               | 1           | 43              | 5       | 3                         |                           |
| Александр Назаров                     | 1               |           |                 |         | 1               |         |                     |                     |                 |         | 34              | 17              | 1               |             | 64              | 35      |                           |                           |
| Валерий Бехтенев                      | 1               |           |                 |         | 1               |         |                     |                     |                 |         | 16              | 2               | 1               |             | 48              | 6       |                           |                           |
| Нападающие                            |                 |           |                 |         |                 |         |                     |                     |                 |         |                 |                 |                 |             |                 |         |                           |                           |
| Василий Трофимов                      | 22              | 9         | 5               | 1       | 27              | 10      | 1                   |                     | 1               |         | 51              | 14              | 6               | 1           | 101             | 30      | 1                         |                           |
| Василий Карцев                        | 18              | 21        | 1               |         | 19              | 21      | 4                   | 3                   | 2               | 2       | 18              | 21              | 1               |             | 45              | 40      | 4                         | 3                         |
| Константин Бесков                     | 21              | 8         | 5               | 5       | 26              | 13      | 4                   | 5                   | 1               |         | 29              | 11              | 6               | 5           | 72              | 40      | 4                         | 5                         |
| Александр Малявкин                    | 22              | 10        | 4               | 1       | 26              | 11      |                     |                     |                 |         | 22              | 10              | 4               | 1           | 26              | 11      |                           |                           |
| Сергей Соловьев                       | 22              | 18        | 5               | 7       | 27              | 25      | 4                   | 1                   | 2               | 1       | 56              | 46              | 6               | 7           | 111             | 125     | 5                         | 1                         |
| Николай Дементьев                     | 6               | 2         | 5               | 3       | 11              | 5       | 1                   |                     |                 |         | 33              | 20              | 5               | 3           | 68              | 63      | 2                         | 1                         |
| Владимир Савдунин                     | 5               | 1         |                 |         | 5               | 1       |                     |                     | 1               |         | 5               | 1               |                 |             | 5               | 1       |                           |                           |
| Сергей Ильин                          | 1               |           |                 |         | 1               |         |                     |                     |                 |         | 105             | 49              | 9               | 9           | 219             | 144     | 4                         | 2                         |
| Игроки, приглашенные из других клубов |                 |           |                 |         |                 |         |                     |                     |                 |         |                 |                 |                 |             |                 |         |                           |                           |
| Борис Орешкин («Динамо» Лен)          |                 |           |                 |         |                 |         | 2                   |                     |                 |         |                 |                 |                 |             |                 |         | 2                         |                           |
| Евгений Архангельский («Динамо» Лен)  |                 |           |                 |         |                 |         | 4                   | 4                   |                 |         |                 |                 |                 |             |                 |         | 4                         | 4                         |
| Всеволод Бобров (ЦДКА)                |                 |           |                 |         |                 |         | 4                   | 6                   |                 |         |                 |                 |                 |             |                 |         | 4                         | 6                         |

### Личные и командные достижения
Динамовцы в списке 33 лучших футболистов
| Турнир            | Игрок              | Вышел на замену | Игрок              | Гол |
| ----------------- | ------------------ | --------------- | ------------------ | --- |
| Сезоны в клубе    | Сергей Ильин       | 15              |                    |     |
| Официальные матчи | Сергей Ильин       | 219             | Сергей Ильин       | 144 |
| Чемпионат         | Михаил Семичастный | 116             | Михаил Семичастный | 52  |
| Кубок             | Михаил Семичастный | 12              | Сергей Ильин       | 9   |

Достижения в сезоне

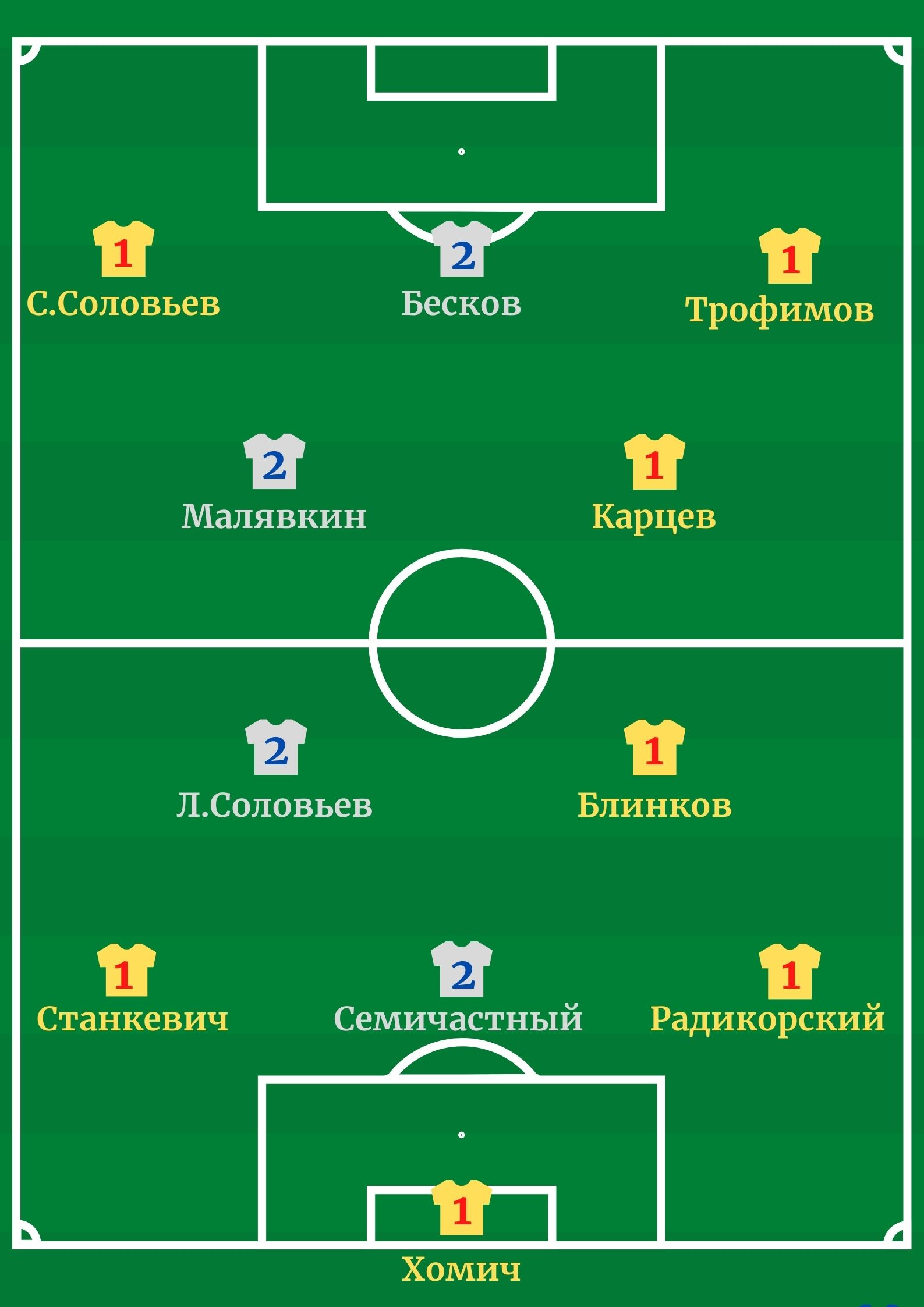

- Сергей Ильин первым сыграл в 15-м сезоне за «Динамо»
- Михаил Семичастный сыграл в 10-м сезоне за «Динамо»
- Сергей Соловьев, Василий Трофимов и Всеволод Блинков сыграли 100-й официальные матчи за «Динамо»
- Михаил Семичастный сыграл 100-й матч за «Динамо» в чемпионатах СССР
- Команда «Динамо» одержала в чемпионате 17 побед кряду (рекорд отечественных чемпионатов)
- Команда «Динамо» набрала 91% очков в чемпионате (рекорд отечественных чемпионатов[19]). Интересно, что потеряв в 22 играх всего 4 очка, динамовцы лишь в предпоследнем туре обеспечили первое место (второй призер — команда ЦДКА — набрала 89% очков, показав второй результат в истории)
- В матче с «Крыльями Советов» команда «Динамо» установила рекордный счет в отечественных чемпионатах — 10:0
- Динамовцы сумели в сезоне одержать по победе с крупным счетом (хотя бы в одном из матчей) над каждым из соперников по чемпионату или кубку
- Нападающим «Динамо» в сезоне пять раз удавался хет-трик[20] и два раза «покер» (Василий Карцев (трижды), Василий Трофимов, Сергей Соловьев, Александр Малявкин, Константин Бесков)